# Cisuras de Schmidt-Lanterman

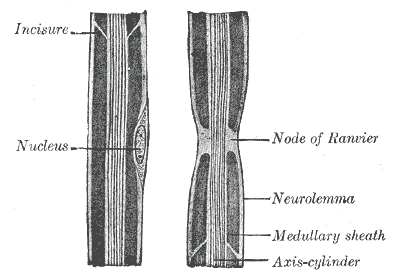
Cisuras de Schmidt-Lanterman

Incisura de Schmidt-Lanterman: es un atrapamiento parcial de citoplasma durante el proceso
envolvente de la mielinización. Tiene forma cónica y al corte se ve triangular.
Transmisión del impulso nervioso: se realiza a nivel de la membrana o neurolema (llamada axolema en el axón y dendrolema en la dendrita), a diferencia de las sustancias y organoides, que son transportados por el interior del citoesqueleto. Esta transmisión puede ser de 2 tipos:
a- saltatoria: es rápida y ocurre en los nervios blancos (mielínicos). El impulso va de estrangulación en estrangulación de Ranvier.
b- continua: es lenta y ocurre en los nervios grises (amielínicos). El impulso se distribuye a lo largo de todo el neurolema.